# Museo Etnográfico de Gotemburgo

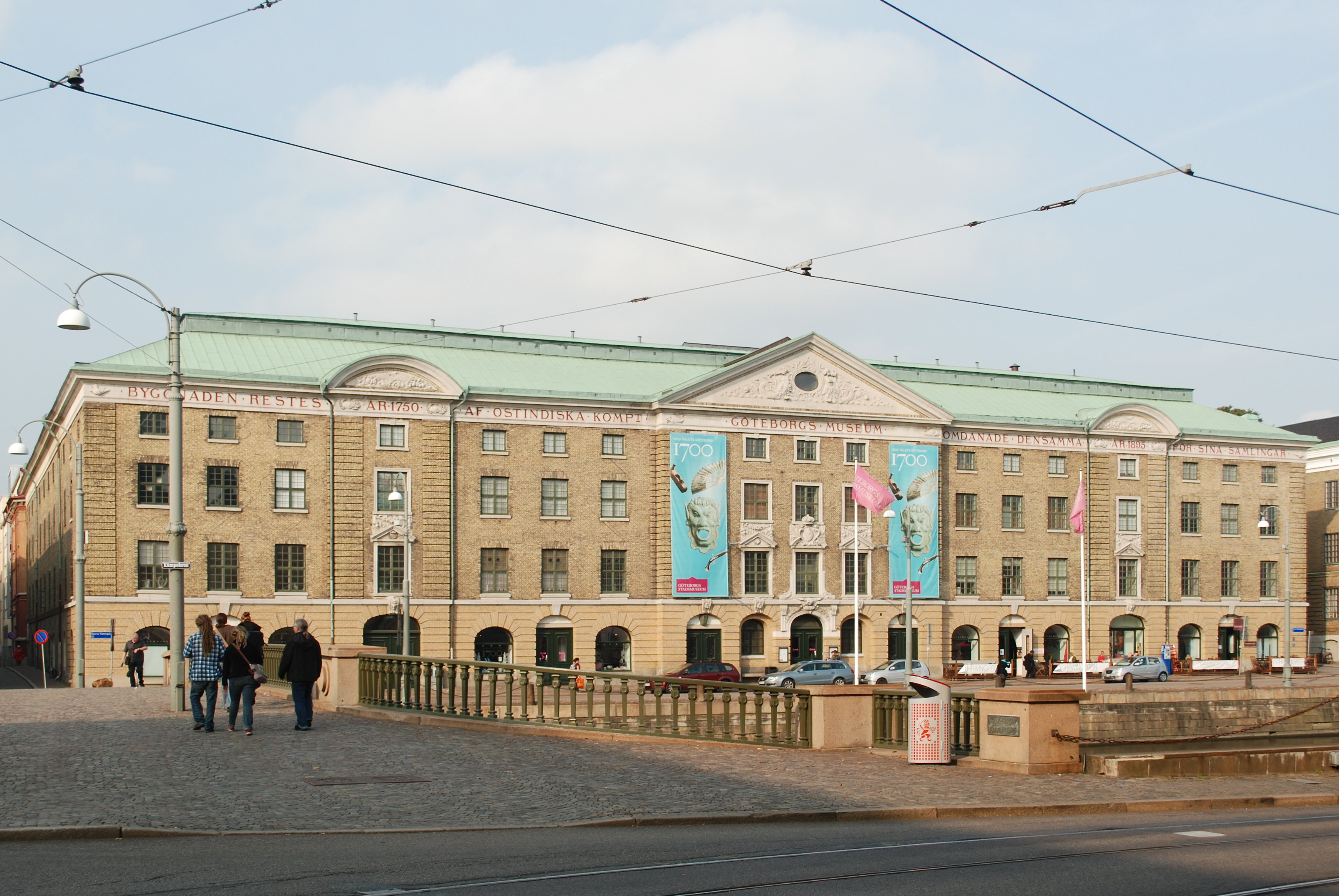
El Museo de Gotemburgo y el Museo Etnográfico de Gotemburgo estuvieron ubicados en el mismo edificio llamado Ostindiska Huset hasta que en 1993 el Museo Etnográfico se trasladó a sus nuevas intalaciones.

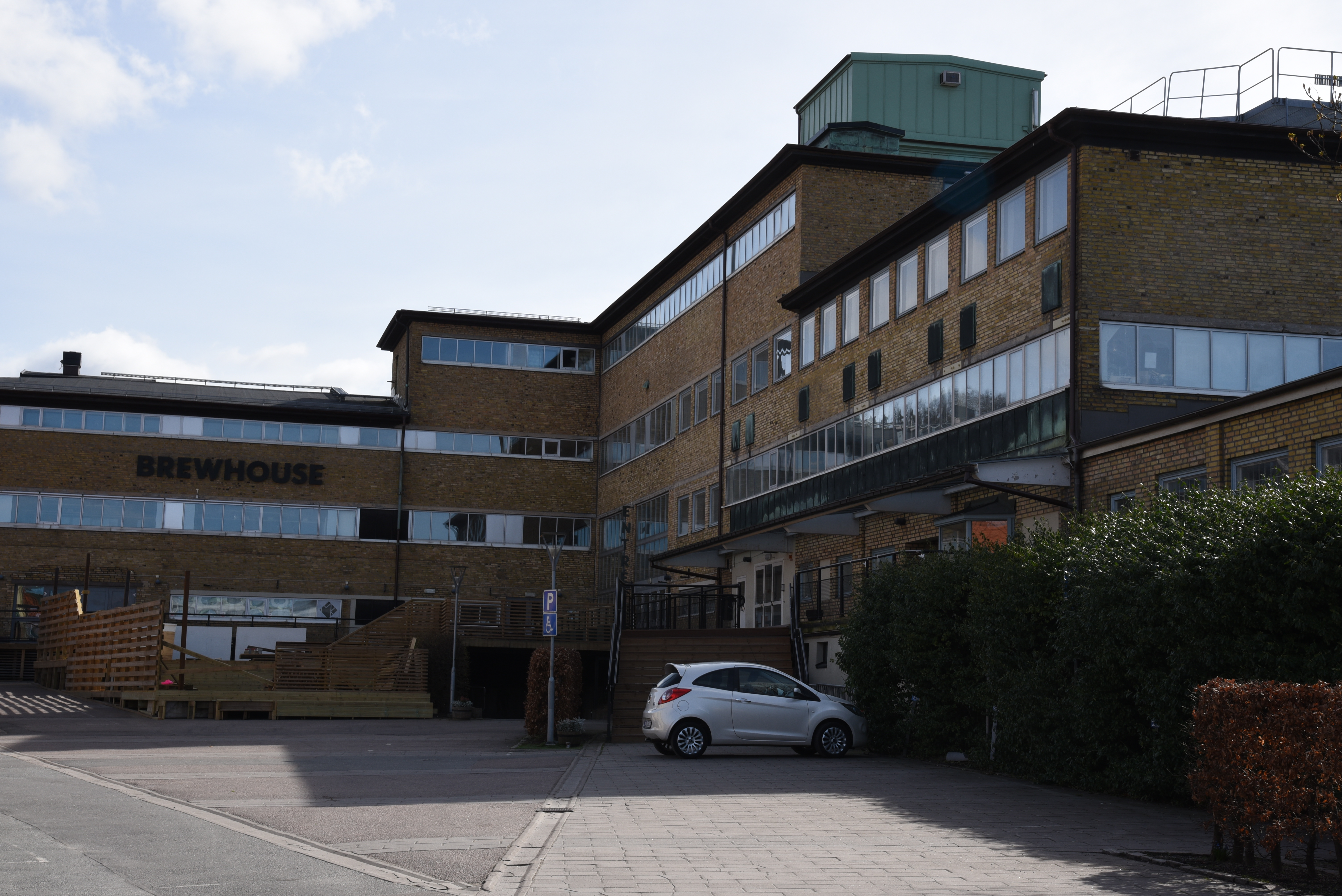
La Fábrica de agua Apotekarnes en Åvägen 24, que albergó el Museo Etnográfico de Gotemburgo durante los años 1994-1999.

El Museo Etnográfico de Gotemburgo era un museo etnográfico municipal en Gotemburgo, que fue establecido formalmente en 1946 a partir del anterior departamento etnográfico del Museo de Gotemburgo .
En diciembre de 1861, el recién formado Museo de Gotemburgo se trasladó a la Casa de las Indias Orientales. En 1865, Gustaf Henrik Brusewitz asumió el puesto de primer conservador responsable de etnografía y dirigió el departamento histórico-etnográfico del museo, incluidas las colecciones arqueológicas. Las colecciones del departamento ocupaban entonces cinco armarios. 
Cuando Brusewitz finalmente falleció a una edad avanzada, las colecciones habían crecido hasta incluir varias salas.  La parte etnográfica del museo se amplió bajo los sucesores Albert Ulrik Bååth y Erland Nordenskiöld y bajo este último el museo se especializó en colecciones provenientes de América central y del sur, sobre todo con la colección de Paracas en Gotemburgo.
La sección etnografía del museo de Gotemburgo se convirtió formalmente en un museo propio en 1946 bajo el nombre de Museo Etnográfico de Gotemburgo, pero continuó compartiendo las instalaciones en la Casa de la Compañía Sueca de las Indias Orientales con el Museo de Gotemburgo hasta 1993. En relación con la formación del Museo de la Ciudad de Gotemburgo, el Museo Etnográfico de Gotemburgo se trasladó a las instalaciones que anteriormente había ocupado el Museo de la Industria de Gotemburgo en la fábrica de agua de Apotekarnes en Gårda.
El Museo Etnográfico de Gotemburgo se inauguró en 1994 en sus nuevas instalaciones en Gårda. En 1999 lo sucedió el Museo de Cultura del Mundo dentro de la autoridad estatal Museos Estatales de Cultura del Mundo.  El museo de Gårda se cerró en 2000 para reabrirse en las recién construidas instalaciones del Museo de la Cultura del Mundo en Korsvägen en diciembre de 2004.

## Curadores responsables de etnografía en el Museo de Gotemburgo
- 1865-91 [3] Gustaf Henrik Brusewitz (1803-99), primer superintendente del departamento histórico-etnográfico del Museo de Gotemburgo (incluidas las colecciones arqueológicas). "Cuando B. asumió el cargo en el museo, las colecciones histórico-etnográficas estaban alojados en cinco armarios, mientras que a su partida ocupaban varios pasillos y habitaciones grandes." (SBL GHB)
- 1891-1912 Albert Ulrik Bååth (1853-1912), sucesor de Brusewitz como jefe de un departamento de arte, industria y etnografía, convertido en 1903 en departamento cultural, histórico y etnográfico y en 1905 en departamento etnográfico.
- 1913-32 Erland Nordenskiöld (1877-1932), sucesor de conservador del departamento etnográfico del Museo de Gotemburgo
- 1933-42 Walter Kaudern (1881-1942) sucesor de Nordenskiöld como conservador del departamento etnográfico del Museo de Gotemburgo
- 1943-1946 Karl Gustav Izikowitz (1903-84), sucesor como conservador del departamento etnográfico del Museo de Gotemburgo y desde 1946 director del Museo de Etnografía de Gotemburgo

- 1946-67 Karl Gustav Izikowitz
- 1968-73 Henry Wassén (1908-96)
- 1973-95 Kjell Zetterström, director en funciones, posteriormente director [4] (1934-2011)
- 1995-98 Sven-Erik Isacsson (1947-2001)